# Jonathan Pollard
Jonathan Jay Pollard, född 7 augusti 1954, är en amerikansk före detta underrättelseanalytiker som 1987 dömdes till livstids fängelse för brott mot den amerikanska spionerilagen, detta för att ha spionerat för Israels räkning och även tillhandahållit hemligstämplad information till Israel. 

## Spionaffären, gripandet och fängelset

### Rättsfallet och domen
1984 sålde Pollard ett flertal statshemligheter, bland annat National Security Agencys handbok i tio volymer om hur USA samlar in sin signalspaning, och avslöjade namnen på tusentals personer som hade samarbetat med amerikanska underrättelsetjänster. Han greps 1985 och i efterföljande rättegångar gick han med på en uppgörelse och erkände sig skyldig till att ha spionerat för och tillhandahållit topphemlig hemligstämplad information till Israel. Pollard erkände även att han sålde sina tjänster till andra länder. 1987 kom domen, livstids fängelse.

### Israel erkänner också skuld
Den israeliska regeringen erkände en del av sin roll i Pollards spionage 1987 och utfärdade en formell ursäkt till USA, men erkände inte att de betalat honom förrän 1998.

### Lobbying, egna argument och motståndare till nåd
Under tiden han satt fängslad lobbade israeliska tjänstemän, amerikansk-israeliska aktivistgrupper och vissa amerikanska politiker kontinuerligt för att få hans straff sänkt eller omvandlat. Till försvar för sina handlingar sa Pollard att det amerikanska underrättelseetablissemanget kollektivt äventyrade Israels säkerhet genom att undanhålla viktig information. Motståndare till alla former av nåd var många aktiva och pensionerade amerikanska tjänstemän, inklusive Donald Rumsfeld, Dick Cheney, tidigare CIA-chefen George Tenet; flera tidigare amerikanska försvarsministerer; en tvåpartigrupp av amerikanska kongressledare; och medlemmar av den amerikanska underrättelsetjänsten.
De hävdade att skadan på USA:s nationella säkerhet på grund av Pollards spionage var mycket allvarligare, mer omfattande och varaktigare än vad som erkänts offentligt. Även om Pollard hävdade att han bara försåg Israel med information som var kritisk för dess säkerhet, hävdade motståndarna att han inte hade någon möjlighet att veta vad israelerna hade fått genom legitima utbyten, och att mycket av de uppgifter han komprometterade inte hade något att göra med israelisk säkerhet. Pollard avslöjade aspekter av den amerikanska underrättelseinhämtningsprocessen, dess "källor och metoder".

## Israeliskt medborgarskap, frigivning och senare år
År 1995, medan han satt i fängelse, beviljades han israeliskt medborgarskap. Frigivandet skedde den 20 november 2015.